# 不思議な少年 (小説)
『不思議な少年』（ふしぎなしょうねん、The Mysterious Stranger 直訳は「不思議なよそ者」）は、マーク・トウェインの小説。作者が晩年に感じていたというペシミズムを前面に打ち出した内容となっている。

## 概要
トウェインはこの小説を1890年頃から書き始め、1910年に亡くなるまで何度も改稿していた。複数の原稿が残されており、いずれも未完成ではあるが、サタンを象徴とする少年が登場する点で共通している。
最初の原稿のタイトルはThe Chronicle of Young Satan。1702年のオーストリアの村を舞台に、サタンの甥である「サタン」が騒ぎを起こす。しかしこの原稿は、インドへ旅に行く場面で中断している。
2番目はSchoolhouse Hill。舞台を『トム・ソーヤーの冒険』に合わせ、トム・ソーヤーや、ハックルベリー・フィンを登場させている。少年の名前は「第44号 (No.44)」となっている。この版は残された原稿の中で最も短い。
3番目はNo. 44, The Mysterious Stranger。舞台を1490年のオーストリアの古城とし、「第44号」と名乗った少年は古城の中の印刷工場で働くことになっている。この版は3つの中で最も分量が多く、結末まで書かれていたが、完成には至らなかった。
現在広く知られているものは、トウェインの死後、遺産管理人のアルバート・B・ペインが1916年に出版したMysterious Stranger, A Romanceである。これはペインが最初の原稿を基に3番目の版の結末を付け加えたものである。1937年にペインが没し、遺産管理を相続したバーナード・デヴォートがトウェインの原稿を公開した。1960年代になり初めて、1916年出版の作品はペインの手が加わったものだと判明した。
1982年、カリフォルニア大学で、トウェインの遺稿全集の一部としてNo. 44, The Mysterious Strangerを出版している。

## あらすじ
ここではペインの編集による作品のあらすじを紹介する。
1590年5月、オーストリアのエーセルドルフ（Eseldorf ドイツ語でロバの村、すなわち愚者の村の意）に、自らを「サタン」と名乗る少年が現れる。サタンは不思議な力をテオドール達に次々と見せる。そこにピーター神父が通り、財布を落とす。サタンはその中に大量の金貨を入れて返すが、同じころに占星術師の金貨がなくなっていたため、ピーター神父は窃盗の罪で投獄されてしまう。
その後村では次々と事件が起こる。サタンはその様子を見るたびに人間を嘲る。
そのうちにピーター神父の裁判が始まる。裁判は神父にとって圧倒的に不利なものだったが、サタンの計らいにより無罪となる。しかしサタンは神父に嘘の判決を伝えたため、神父は自分のことを皇帝と思い込んでしまう。サタン曰く、人間が幸福になるには、正気でなくなるしかないと。

## 登場人物
- サタン - サタンの甥という少年。年齢は1万6000歳。未来予知や時空移動などの不思議な力を持つ。
- テオドール - 物語の語り手である少年。オルガン奏者の息子。
- ニコラウス - テオドールの親友で、判事の息子。村娘のリーザを助けようとして溺死する。
- セピ - テオドールの親友で、宿屋の息子。
- ピーター神父 - 聖職から外された神父。金貨を盗んだとして投獄される。
- 占星術師 - 村人から恐れられている人物。ピーター神父を窃盗犯として訴えた。
- マーゲット - ピーター神父の姪。事件によって貧困生活を強いられる。

## 日本語訳
- 『不思議な少年』中野好夫訳、岩波文庫、1969年、改版1999年。元版はペインによる版。ISBN 400-3231112
- 『不思議な少年 第44号』大久保博訳、角川書店、1994年／角川文庫、2010年。元版は3番目の版。ISBN 404-2142095
- 『不思議な余所者』中川敏訳「マーク・トウェイン 世界文学全集54」集英社、1980年
- 『ミステリアス・ストレンジャー44号』山本長一・佐藤豊訳「マーク・トウェインコレクション5」彩流社、1995年。ISBN 488-202361X